# The Ultimate Fighter 2: Team Hughes vs. Team Franklin
The Ultimate Fighter 2 foi a segunda temporada do reality show de MMA da série de TV The Ultimate Fighter.  A temporada apresentava a divisão de Pesos Pesados e Pesos meio-médio, sendo nove lutadores em cada divisão. Os treinadores do UFC dessa edição foram campeões da divisão welterweight e pesos médio Matt Hughes e Rich Franklin. O treinador da primeira temporada e ex-campeão Randy Couture apresentou e organizou as lutas entre os times. O episódio final foi ao ar em 5 de novembro de  2005, estabelecendo um recorde de audiência para o UFC de 2.0 de share.  Embora a temporada tenha sido lançada em DVD em 2005, ela foi relançada em 18 de setembro de 2007.

## Elenco

### Treinadores
- Matt Hughes, Treinador da equipe  de Hughes
- Rich Franklin, Treinador da equipe de Franklin

### Lutadores
Listados  originalmente para a temporada
•	Categoria Pesos meio-médio
- - Equipe  Hughes: Joe Stevenson, Luke Cummo, Josh Burkman, Sammy Morgan,*Jason Von Flue
  - Equipe  Franklin: Marcus Davis, Jorge Gurgel, Anthony Torres, Melvin Guillard
  - Não listado : Kenny Stevens
  - *Substituto de Josh Burkman

•	Categoria Pesos Pesados
- - Equipe  Hughes: Mike Whitehead, Dan Christison, Rob MacDonald, Tom Murphy
  - Equipe  Franklin: Keith Jardine, Seth Petruzelli, Rashad Evans, Brad Imes
  - Não listados: Kerry Schall, Eli Joslin

### Outros
- Apresentadores: Dana White, Randy Couture
- Narrador: Mike Rowe

## Episodios
Episódio 1: A New Crop (Originalmente transmitido em: 22 de agosto de 2005)
- Matt Hughes e Rich Franklin são apresentados como novos treinadores.
- O peso Pesado Kerry Schall é eliminado devido a uma fratura no joelho.
- Eli Joslin opta por deixar o programa, citando as suas razões como não sendo capaz de lidar com o ambiente da casa sendo 24 horas filmada por uma câmera de TV.
- Kenny Stevens é escolhido como o mais fraco dos  Pesos meio-médio e chama Sammy Morgan para lutar.
- Stevens desiste do jogo dizendo que ele não será capaz de chegar ao peso para a luta.

Episódio 2: The Teams Are Picked (Originalmente transmitido em: 29 de agosto de 2005)
- Matt Hughes e Rich Franklin escolhem seus times.
- O time de Hughes vence o desafio na divisão Pesos meio-médio.
- Josh Burkman derrota Melvin Guillard por decisão unânime após três rounds.

Episódio 3: No Pain, No Grain (Originalmente transmitido em: 5 de setembro de 2005)
- Josh Burkman é forçado a deixar a competição depois de quebrar o braço no jogo com  Melvin Guillard.
- Jason Von Flue junta-se ao show para substituir Burkman.
- A equipe Hughes  vence o desafio dos Pesos Pesados.
- Brad Imes derrota Rob MacDonald com uma finalização por triângulo aos 4:07 do primeiro assalto.

Episódio 4: Strategy (Originalmente transmitido em: 12 de setembro de 2005)
- A equipe Franklin vence o desafio dos Pesos meio-médio.
- Joe Stevenson derrota  Marcus Davis quando Marcus o dá cotoveladas aos 4:10 do primeiro round.

Episódio 5: Leave It In The Octagon (Originalmente transmitido em: 19 de setembro de  2005)
- A equipe Hughes vence o desafio dos Pesos Pesados.
- Rashad Evans derrota Tom Murphy por decisão unânime após três rodadas, Rashad causa polêmica por "exibicionismo" (dançando no octógono) em várias fases da luta. Dana White afirma que esta foi uma das lutas mais chatas que ele assistiu.

Episódio 6: Slugfest (Originalmente transmitido em: 26 de setembro de  2005)
- Matt Hughes expressa seu desgosto com o comportamento de Rashad na luta anterior.
- A Equipe Hughes vence o desafio “espantalho” dos meio-médios depois que a Equipe Franklin perde para salvar seus combatentes.
- Jason Von Flue derrota Jorge Gurgel por decisão unânime após três assaltos.

Episódio 7: No Respect (Originalmente transmitido em: 3 de outubro de 2005)
- A equipe  Franklin vence o desafio dos meio-médios na lama.
- Seth Petruzelli vence por decisão unânime em cima de Dan Christison.

Episódio 8: Knees And Elbows (Originalmente transmitido em: 10 de outubro de  2005)
- A equipe Hughes vence o desafio dos meio-médios "Randy Says" após Von Flue e Anthony Torres desobedecerem as ordens de Randy Couture.
- Luke Cummo vence por decisão unânime Anthony Torres.

Episódio 9: Mental Game (Originalmente transmitido em: 17 de outubro de  2005)
- A equipe Hughes vence o desafio dos pesos pesados.
- Brad Imes é eliminado de  uma luta devido a um corte acima do olho recebida em treinamento; Mike Whitehead é escolhido para lutar em seu.
- Rashad Evans derrota Mike Whitehead por decisão unânime.

Episódio 10: Killer Instinct (Originalmente transmitido em: 24 de outubro de  2005)
- Jason Von Flue sustenta um corte entre os olhos ocorrido durante os treinamentos; Marcus Davis é trazido de volta como uma alternativa no caso de Jason ser incapaz de lutar.
- O resto dos jogos são criados por Dana White, Rich Franklin, e Matt Hughes com a entrada dos combatentes, os jogos são: Lucas Cummo v. Morgan Sammy, Joe Stevenson contra Jason Von Flue, Seth Petruzelli contra Brad Imes e Rashad Evans contra Keith Jardine.
- Luke Cummo derrota Sammy Morgan aos 2:05 do segundo round com um nocaute com o joelho.

Episódio 11: Heavyweight Semifinal (Originalmente transmitido em: 31 de outubro de  2005)
- Rashad Evans derrota Keith Jardine por decisão unânime

Episódio 12: Semifinais Countdown (Originalmente transmitido em: 1 de novembro de 2005)
- Jason Von Flue é liberado pelos medicos para lutar.
- Joe Stevenson derrota  Jason Von Flue aos 4:46 do primeiro round  com uma finalização por chave de braço. Luke Cummo e Joe Stevenson irão se enfrentar por um contrato com o UFC.
- Na segunda semifinal dos pesos Pesados, Brad Imes derrota Seth Petruzelli por decisão dividida após três rounds; Petruzelli sofre um ferimento sério em sua orelha direita.

## Finale
Episódio 13: The Ultimate Fighter 2 Finale (Originalmente transmitido em: 5 de novembro de 2005)
- Luta na divisão peso meio-médio:  Joe Stevenson vs  Luke Cummo

Stevenson vence por decisão unânime (30-27, 29-28, 29-28), vencendo a TUF championship na divisão Welterweight.
- Luta na divisão de pesos pesados:  Rashad Evans vs  Brad Imes

Evans vence por decisão dividida (28-29, 29-28, 29-28) ganhando um contrato de “seis dígitos”, sendo o campeão da categoria dos pesos Pesados.

## Chaves da divisão Peso meio-médio
|  | Semifinal      | Semifinal  |   |  | Final         | Final |  |
|  |                |            |   |  |               |       |  |
|  |                |            |   |  |               |       |  |
|  | Joe Stevenson  | FIN        |   |  |               |       |  |
|  | Jason Von Flue | 1          |   |  |               |       |  |
|  |                |            |   |  |               |       |  |
|  |                |            |   |  |               |       |  |
|  |                |            |   |  | Joe Stevenson | DU    |  |
|  |                | Luke Cummo | 3 |  |               |       |  |
|  |                |            |   |  |               |       |  |
|  |                |            |   |  |               |       |  |
|  |                |            |   |  |               |       |  |
|  |                |            |   |  |               |       |  |
|  | Luke Cummo     | KO         |   |  |               |       |  |
|  | Sammy Morgan   | 2          |   |  |               |       |  |

## Chaves da divisão dos Pesos Pesados
|  | Semifinal       | Semifinal |   |  | Final        | Final |  |
|  |                 |           |   |  |              |       |  |
|  |                 |           |   |  |              |       |  |
|  | Rashad Evans    | DU        |   |  |              |       |  |
|  | Keith Jardine   | 3         |   |  |              |       |  |
|  |                 |           |   |  |              |       |  |
|  |                 |           |   |  |              |       |  |
|  |                 |           |   |  | Rashad Evans | DD    |  |
|  |                 | Brad Imes | 3 |  |              |       |  |
|  |                 |           |   |  |              |       |  |
|  |                 |           |   |  |              |       |  |
|  |                 |           |   |  |              |       |  |
|  |                 |           |   |  |              |       |  |
|  | Brad Imes       | DD        |   |  |              |       |  |
|  | Seth Petruzelli | 3         |   |  |              |       |  |

Legenda
|       |  | Equipe Hughes    |
|       |  | Equipe Franklin  |
| DU    |  | Decisão unânime  |
| DD    |  | Decisão dividida |
| FIN   |  | Finalização      |
| (T)KO |  | Nocaute técnico  |